# Arquitectura gòtica

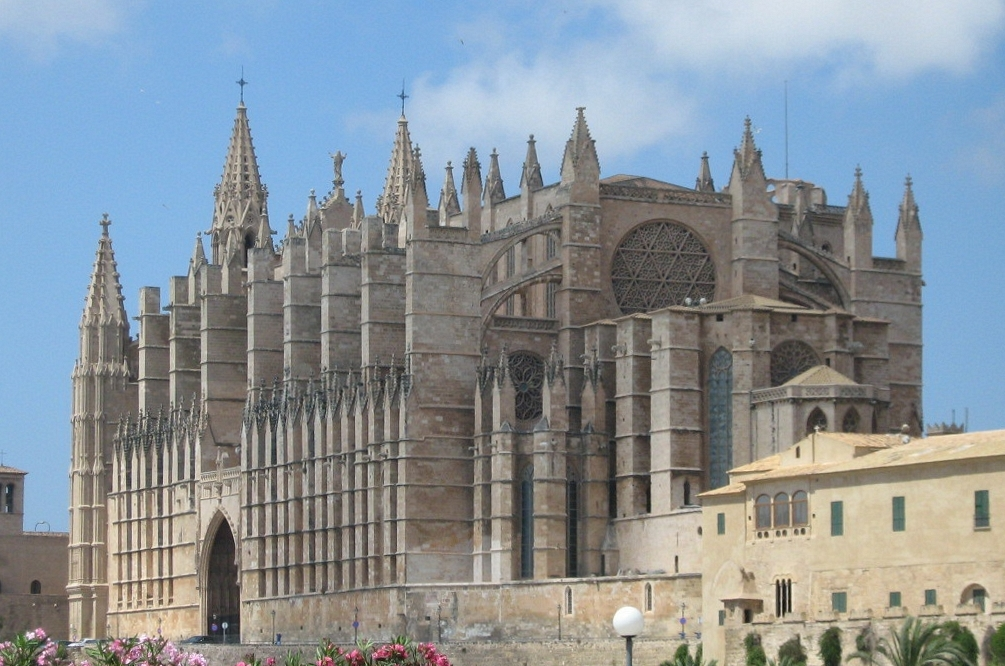
La catedral de Palma, edifici gòtic, vist pel darrere

L'arquitectura gòtica és la forma artística sobre la qual es va formar el moviment cultural de l'art gòtic, l'estil artístic comprès entre el romànic i el Renaixement, que es va desenvolupar a l'Europa occidental —cristiandat llatina— a la baixa edat mitjana, des de la darreria del segle xii fins al segle xv, encara que més enllà d'Itàlia les pervivències gòtiques van continuar fins a començament del segle xvi.cen les pintures murals.
Iniciada en un context més ample, anomenat renaixement del segle xii, es veu per primera vegada a la basílica de Saint-Denis a la regió de l'Illa de França, des d'on es va estendre per tot Europa com un estil de marcada verticalitat, tant a les torres com en les elevadíssimes naus, permesa pels arcs apuntats i les voltes de creueria, el pes de la qual es desplaçava pels arcbotants cap a contraforts exteriors, alleugerint els murs, que acullen una cada vegada major multiplicitat de capelles laterals. Pintura i escultura es deslliuren de la dependència dels murs i els retaules reemplacen les pintures murals.
El mot ⁣gòtic és l'adjectiu corresponent a got i va ser utilitzat en aquest context per primera vegada pel tractadista italià Giorgio Vasari (1511–1574), que en Le Vite, la famosa obra de biografies de pintors toscans, inclou diversos capítols sobre l'art a l'edat mitjana. En sentit pejoratiu va fer servir aquest terme per denominar l'arquitectura anterior al Renaixement, pròpia dels bàrbars o gots, els components dels quals li semblaven confusos, desordenats i poc dignes, per contrast a la perfecció i racionalitat de l'art clàssic. A la seva pròpia època, se solia denominar com a opus francigenum (estil francès), per referència a l'origen de la innovació. Paradoxalment, a l'Espanya del segle xvi es qualificava el gòtic final (isabelí o plateresc) com la forma de construir l'arquitectura moderna, mentre que l'arquitectura classicista que introduïa el renaixement italià era vista com una forma de construir antiga o romana.
L'arquitectura gòtica va posar un èmfasi especial en la lleugeresa estructural i la il·luminació de les naus de l'interior dels edificis. Va sorgir del romànic, però va acabar oposant-se als volums massius i a l'escassa il·luminació interior de les esglésies. Es va desenvolupar fonamentalment en l'arquitectura religiosa (monestirs i esglésies), tenint el seu major èxit en la construcció de «grans catedrals», secular tasca en què competien les ciutats rivals; encara que també van tenir importància l'arquitectura civil (palaus, llotges comercials, ajuntaments, universitats, hospitals i habitatges particulars de la nova burgesia urbana) i l'arquitectura militar (castells i muralles urbanes).
Els dos elements estructurals bàsics de l'arquitectura gòtica són l'arc apuntat o ogival i la volta de creueria, les càrregues de la qual, més verticals que en l'arc de mig punt, permeten una millor distribució del pes i una alçada molt superior. A més, la part principal d'aquestes càrregues és transmesa des de les cobertes directament a contraforts exteriors al cos central de l'edifici mitjançant arcbotants. El resultat allibera la major part dels murs de la funció sustentadora (confiada a esvelts pilars amb motllures), que poden ser buidats amb obertures ocupades per àmplies vidrieres i rosasses que deixen pas a la llum.
L'arquitectura gòtica s'origina a les regions de Normandia i l'Illa de França, des d'on es va difondre primer a tot el regne de França i posteriorment (ja a mitjan segle xiii), sobretot per l'extensió de l'art cistercenc i els camins de Sant Jaume, pel Sacre Imperi Romanogermànic i els regnes cristians del nord d'Espanya, que durant aquest període de la Reconquesta s'estaven imposant als musulmans del sud. A Anglaterra va penetrar aviat l'estil francès, tot i que va adquirir un fort caràcter nacional. A Itàlia va arribar tard, no va tenir molta acceptació, i l'impacte va ser molt desigual a les diferents regions, i aviat va ser substituït pel Renaixement.
El medievalisme suscitat pel romanticisme i el nacionalisme del segle xix va fer reelaborar com a arquitectura historicista un neogòtic que reproduïa el llenguatge arquitectònic propi de l'estil amb formes més o menys genuïnes. Hi destaca la tasca restauradora i reconstructora del francès Eugène Viollet-le-Duc.

## Història

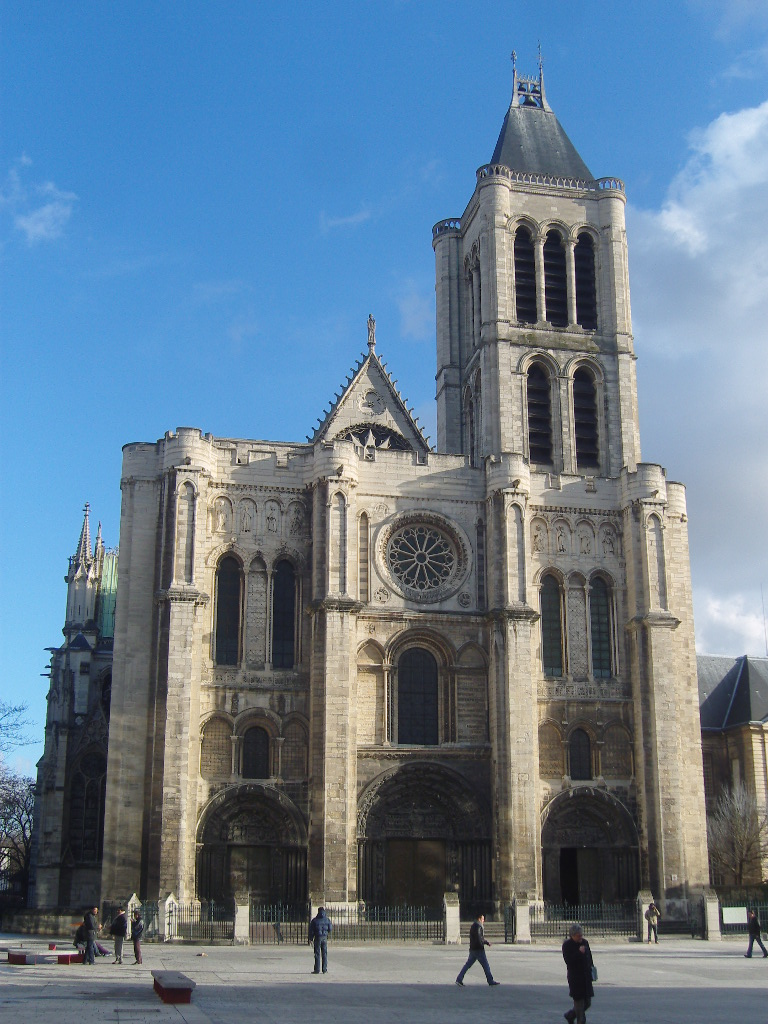
El gòtic primitiu de la basílica de Saint-Denis

Les teories de la tradició centrista francesa, suposen que el gòtic sorgeix del no-res a l'Illa de França, en una regió que no era especialment emprenedora arquitectònicament, a mitjan segle xii, lligat a la reforma de les ciutats i la reconstrucció de les catedrals.
El 1122 l'abat Suger fou nomenat abat de l'abadia benedictina de Saint-Denis, el monestir reial de França, on estavan les despulles dels reis francs, els emperadors carolingis i els Capets. Saint-Denis estava al centre del domini reial i Suger, regent en absència del rei, creient que el poder polític i el religiós eren manifestacions del poder diví, va voler convertir el monestir en la representació terrenal de la seva unció divina, plantejant una renovació de l'església del monestir seguint les innovacions tècniques del romànic tardà i els escrits de sant Donís, que afirmava que la llum es reflectia en els homes en funció de la proximitat a Deu. Es tractava d'una arquitectura rica en significats: filosofia neoplatònica i teologia cristiana. Simbologia de la llum, pensament racional i matemàtic. S'utilitza la creu llatina en analogia amb el cos humà.
L'abat va partir de l'església carolíngia, en la que va aixecar un nou pòrtic coronat per una rosassa, i va fer enderrocar la capçalera romànica per bastir un nou escenari litúrgic sota el creuer, incorporant un deambulatori i capelles absidals, tancat grans finestrals amb vitralls de colors. Per aconseguir el seu propòsit calia replantejar el sistema constructiu per augmentar el volum i reduir la massa, emprant voltes de creueria com les emprades en la catedral de Durham, els arcs apuntats que emprava l'orde de Cluny amb capitells amb motius vegetals, voltes de creueria quadripartides i supressió del transsepte, creuer i les tribunes. Suger afirmava la novetat de la seva obra arquitectònica en termes teològics: nou cor i nova façana per a un nou edifici cristià. Sant Donís era l'apòstol de França, el sant patró nacional. La seva església despertava sentiments tant a nacionalistes com a religiosos.

### El gòtic clàssic
Va ser el projecte de l'abat Suger el que inicià l'estil gòtic, difós amb l'ampliació de la jurisdicció del rei. Entre 1150 i 1230 les grans catedrals de les ciutats de domini reial foren renovades seguint el model de la basílica de Saint-Denis: Laon, París. A partir de la catedral de Chartres s'entra en el període del gòtic clàssic, amb la construcció de les catedrals de Soissons, Reims, Amiens, Bourges i Beauvais, entre d'altres, cada una més alta que l'anterior.
Alguns elements d'estil gòtic van aparèixer molt aviat a Anglaterra. La catedral de Durham va ser la primera catedral que va utilitzar una volta de creueria, construïda entre 1093 i 1104. La primera catedral construïda íntegrament amb el nou estil va ser la catedral de Sens, començada entre 1135 i 1140 i consagrada el 1160. La catedral de Sens presenta un cor gòtic i voltes de creueria de sis parts sobre la nau i les naus col·laterals, pilars alternats i columnes dobles per suportar les voltes i contraforts per compensar l'empenta exterior de les voltes.
Després de la destrucció per l'incendi del cor de la catedral de Canterbury el 1174, un grup de mestres d'obres va ser convidat a proposar plans per a la reconstrucció, que va guanyar el mestre d'obres Guillem de Sens, que havia treballat a la catedral de Sens, i els treballs van començar aquell mateix any, però el 1178 es va ferir de gravetat en caure de les bastides i va tornar a França, on va morir. Guillem l'Anglès va continuar els treballs. L'estructura resultant del cor de la catedral de Canterbury es considera la primera obra del gòtic anglès antic, del qual els principals exemples són les catedrals de Worcester, Wells, Lincoln i Salisbury juntament amb la de Canterbury. Els tercerlets, nervadures decoratives de volta, es van utilitzar per primera vegada en voltes a la catedral de Lincoln cap al 1200. En lloc d'un trifori, les primeres esglésies angleses solen conservar una galeria.

### El gòtic radiant
Construïdes les catedrals del gòtic clàssic, s'alenteix el ritme de construcció però manté la tendència a edificis cada vegada més alts i amb menys matèria en el gòtic radiant, amb traceries reforçades amb metall i els pilars es substitueixen per pilastres formades per feixos de nervis que recullen les voltes i arcs.

## Entorn econòmic i social del gòtic

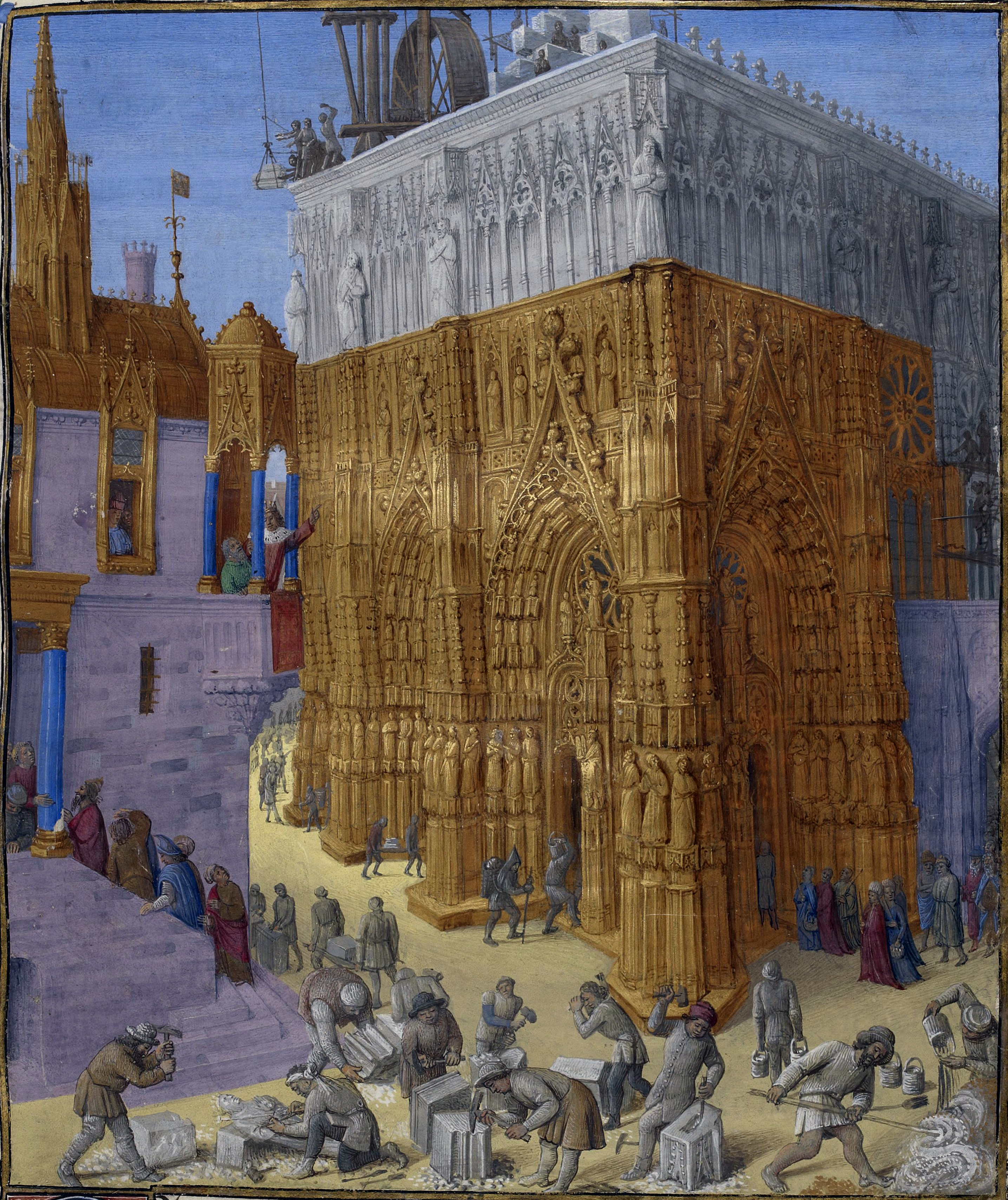
Miniatura la Construcció del Temple de Jerusalem, del pintor Jean Fouquet, pintada cap al 1470 i que descriu el procés de la construcció d'una catedral gòtica
Biblioteca Nacional de París.

L'arquitectura gòtica va néixer, durant l'anomenada baixa edat mitjana, en un moment de canvis econòmics, socials i polítics que van suposar l'increment de l'activitat econòmica i de la producció agrícola, això va comportar un auge del comerç i una potenciació del poder urbà, mentre que en l'àmbit polític es va enfortir l'autoritat de les monarquies davant de la noblesa. Totes aquestes circumstàncies van suposar la renovació de l'estructura socioeconòmica que va potenciar una nova concepció de Déu i de l'home. A l'entorn urbà van destacar dos nous grups que van florir gràcies al ràpid desenvolupament de les ciutats, els artesans i mercaders, organitzats al voltant dels gremis i les lògies. Culturalment, el protagonisme es va desplaçar des dels monestirs cap a les escoles catedralícies i urbanes.
D'aquestes circumstàncies van sorgir noves formes constructives, d'una banda, la catedral gòtica, que representava l'expressió de l'esforç ciutadà comú. La iniciativa de les catedrals solia correspondre a les autoritats polítiques, religioses o municipals. Per a la construcció es requerien amplis recursos, per a algunes obres s'obtenia el patrocini reial, que agilitzaven la construcció, gràcies als recursos dels monarques. El finançament no solia quedar assegurat per la fortuna particular dels bisbes i canonges, que cedien una part dels seus ingressos, sinó que calia recórrer a altres vies com a col·lectes, aportacions gremials, relíquies, impostos sobre fires i mercats, etc. La disponibilitat de recursos marcava el ritme de les obres, i hi ha pocs exemples de grans temples que van ser aixecats d'una sola vegada. Durant el segle xiv, les obres es van detenir gairebé totalment per la greu depressió econòmica que es va travessar.
D'altra banda, el renaixement urbà va suposar també l'aparició de nous tipus d'edificis no religiosos, comunitaris com els magatzems gremials, botigues i llotges; públics com els ajuntaments, hospitals, les naixents universitats i ponts, i altres de caràcter privat com a cases senyorials i palaus, que van deixar de ser monopoli de la noblesa.

## Sistema estructural

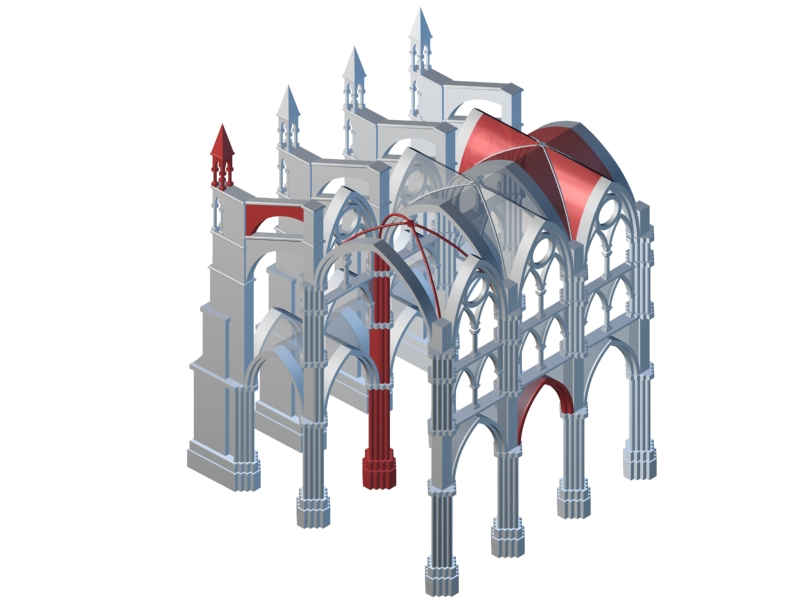
Esquema estructural d'una catedral gòtica

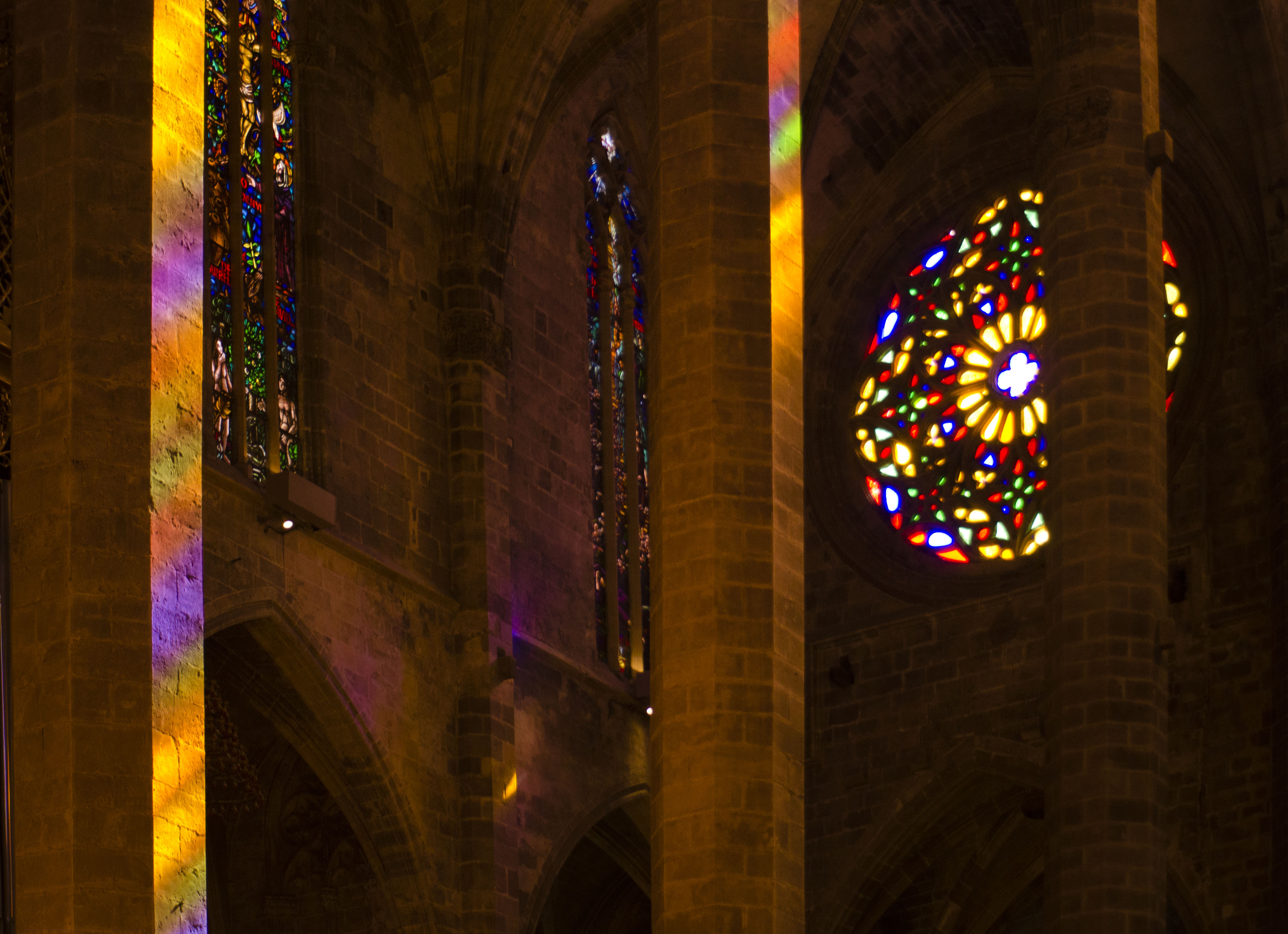
Vitralls i rosassa

El gòtic no és en si mateix un estil, ni un sistema: fa servir l'arquitectura com una catedral romànica i cap dels seus elements estructurals és invenció dels constructors gòtics. L'arc ogival és una invenció de Mesopotàmia portada pels croats cap a Europa i pels vikings cap a Normandia. Era emprada en caves i llocs amagats. En un salt conceptual, es torna un estil madur en un termini de quaranta anys i, un segle més tard, ja domina tot Europa. Les catedrals i els edificis, cada cop els feien més alts. El gòtic acostuma a descriure's com a verticalitat i lluminositat. El gòtic té un mur molt prim comparat amb el romànic; hi ha els contraforts que serveixen per a sostenir els arcbotants i per a poder aguantar la volta ogival. La volta ogival es troba al sostre, és un sostre acabat amb una punta bastant alta i escarpada.
A la península Ibèrica hi ha dos models arquitectònics gòtics diferents: el gòtic francès, caracteritzat per la verticalitat i l'ornamentació, i el gòtic meridional, en què domina la línia horitzontal i l'austeritat decorativa.
L'arquitectura d'estil gòtic sorgeix d'una modificació estructural important de l'arquitectura romànica. Les construccions típiques són els castells fortificats, les torres de defensa i les catedrals. Les innovacions són, principalment:
- Voltes construïdes amb nervadures de pedra i totxo a les voltes (volta de creuer), cosa que fa que siguin més lleugeres que les voltes romàniques.
- L'arc preferencial deixa de ser l'arc de mig punt i passa a ser l'arc ogival.
- Els contraforts, a causa de les majors tensions, es transformen en arcbotants, braços externs quasi perpendiculars a la superfície de l'edifici, que sostenen la nau central en les esglésies. Els arcbotants són una mena de mitjos arcs construïts per sobre de la coberta de les naus. Amb aquesta ubicació, les pressions de les voltes més altes són transferides cap a l'exterior, cap als arcbotants, i d'aquests cap als fonaments, fent-ne possible l'equilibri. Amb voltes més altes, s'utilitzen arcbotants dobles o de doble arcada que neutralitzen les pressions del pes més gros de la volta.

Les estructures més lleugeres permeten la utilització de grans rosasses i vitralls, regularment amb escenes religioses. Predomina la verticalitat. Les plantes són en forma de creu llatina i les façanes es vesteixen d'escultures i relleus.
A França i a Anglaterra prevalen les esglésies gòtiques amb torres truncades, sense punxa; a Alemanya, però, són freqüents altes torres punxegudes. Entre les catedrals gòtiques franceses, destaquen: la catedral de Notre-Dame, a París, i entre les alemanyes, la de Colònia, la construcció de la qual començà el 1270 i es perllongà 52 anys.

## Façana

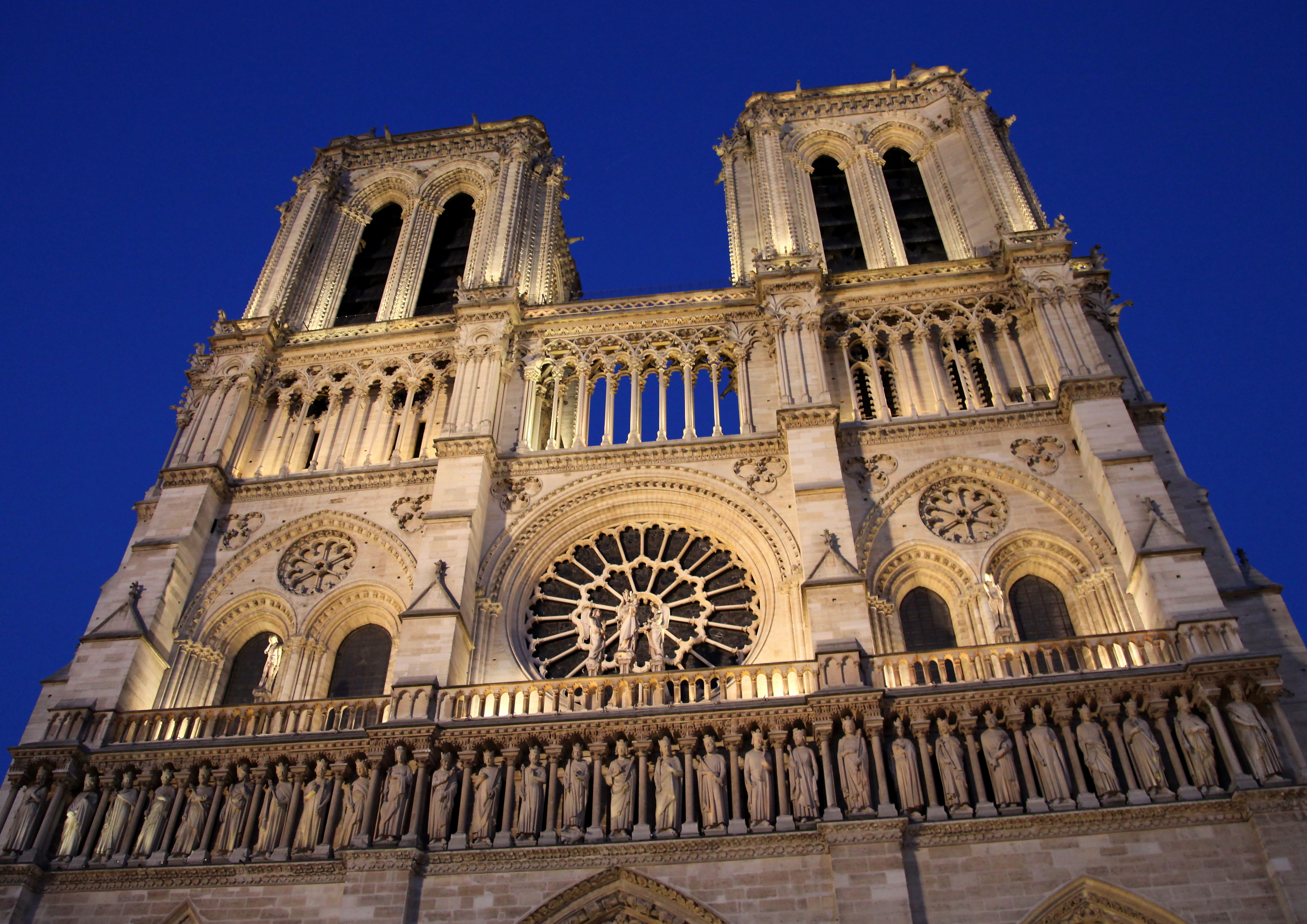
Catedral amb la forma de H característica a la vista frontal

La façana està plena de vitralls de colors per a poder deixar entrar la llum natural; sobre l'entrada hi ha una gran portalada. Les puntes que estan a dalt de tot l'edifici són aguantades pels pinacles. En la majoria d'edificis la façana té forma de H. Per decorar la façana de la teulada hi havia gàrgoles.

## Vitralls gòtics
Els vitralls substitueixen la pintura mural que s'havia desenvolupat àmpliament durant el període romànic, però que en el gòtic resta com un art complementari. Durant el període gòtic, l'art dels vitralls esdevé l'art hegemònic del color i del dibuix, pren les funcions simbòliques i docents de la pintura mural amb els seus complets programes iconogràfics que fan convergir a la major part dels tallers i centres artístics europeus, principalment de França, en el dibuix dels cartons, que és el pas previ de la realització d'un vitrall.
La catedral gòtica evoca la imatge del Jerusalem Celestial i constitueix l'obra col·lectiva dels habitants (burgesos) de les ciutats de la baixa edat mitjana. Cada nova generació de paletes i artesans, en prendre el relleu de la generació anterior, fera avançar la construcció de la catedral de la ciutat, continuarà el presbiteri o construïra les capelles laterals o el creuer, etc. Cada nova església o catedral fera naus més altes que les anteriors, tot suprimint progressivament el mur de fàbrica i substituint-lo pel que s'ha anomenat el «mur translúcid», és a dir, pels amplis finestrals amb vitralls de color que proporcionen a l'interior de les esglésies i catedrals una atmosfera càlida, acolorida i irreal on els fidels poden sentir-se segurs a l'empara de l'Església tot contemplant la «llum d'essència divina» tal com poèticament deia l'abat Suger, que fou qui impulsà la construcció dels vitralls del cor de la basílica de Saint-Denis de París, cap a mitjan segle xii.
L'art dels vitralls domina a les restants tècniques de pintura a les quals imposa les seves lleis: la composició emmarcada en medallons, nínxols o altres compartiments, els colors vius i saturats, les formes delimitades i precises, etc. Són pautes estètiques que hi ha també en la il·lustració de llibres i miniatures esteses àmpliament per tot Europa. Aquest predomini del vitrall té l'excepció a Itàlia, on no es va imposar amb l'excepció de Milà i la catedral de Todi, i la tradició muralista no s'havia interromput des de l'antiguitat clàssica, de tal forma que la pintura va subsistir tant en els murs de les esglésies i en les capelles laterals com en retaules i en la pintura sobre taula que formen els frontis i els laterals dels altars, o en altres llocs que com Catalunya acusaven ja des del romànic les influències italianes.
S'hi troben tots els grans temes de l'Antic i Nou Testament, les històries de la Mare de Déu i dels sants i també les representacions d'activitats gremials o escenes de la vida quotidiana, les quals, progressivament pugen també a dalt dels vitralls de les catedrals.
En avançar l'estil es modificà la tècnica amb una nova gamma de color basada en els fons incolors o grisos, en els tons trencats i els temes més humanitzats. L'invent del color groc de plata portarà a l'art dels vitralls, durant el segle xiv, a un preciosisme daurat i una màxima lleugeresa.
Un recorregut per les esglésies i catedrals amb els vitralls més destacats comença per la catedral de Chartres, a França, ja que els seus vitralls constitueixen el més bell i ensems el conjunt de vitralls més ben conservat d'Europa. Comprèn 146 finestres amb 1.359 temes dels quals el vitrall de «Notre-dame de la Belle-Verrière» n'és el més famós. També són destacats els vitralls de sant Eustaqui, les rosasses i el vitrall del zodíac.
L'expansió de l'art gòtic per tot Europa tingué lloc durant la primera meitat del segle xiii, i va assolir la plenitud vers la dècada de 1260 quan s'acabaren les catedrals de Beauvais a França, de Colònia i de Lleó a Espanya. És en aquesta etapa clàssica quan l'arquitectura es fa més complexa: les naus s'aixequen fins a unes alçades mai vistes, els arcbotants es dupliquen per a sostenir aquestes voltes tan elevades i els pinacles es fan més voluminosos. En aquesta etapa les portades passen de les tres portades clàssiques de Reims o Amiens a les cinc portades de Bourges o Lleó. Els finestrals deixen de ser perforacions en el gruix del mur per a transformar-se en panys de paret translúcids, plens de vidre entre filigranes de pedra.

## Interior

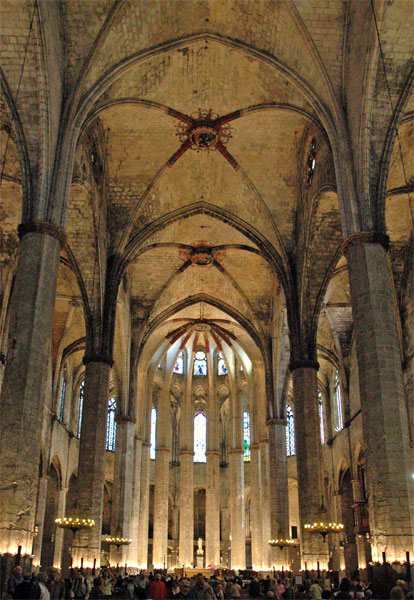
Església de Santa Maria del Mar, a Barcelona

Hi ha moltes catedrals que al sostre contenen voltes ogivals que carreguen el pes de l'estructura sobre els pilars. Aquesta innovació tècnica permet que els murs exteriors siguin molt més prims i, per tant, s'hi puguin disposar grans vitralls.

### Arquitectura gòtica catalana

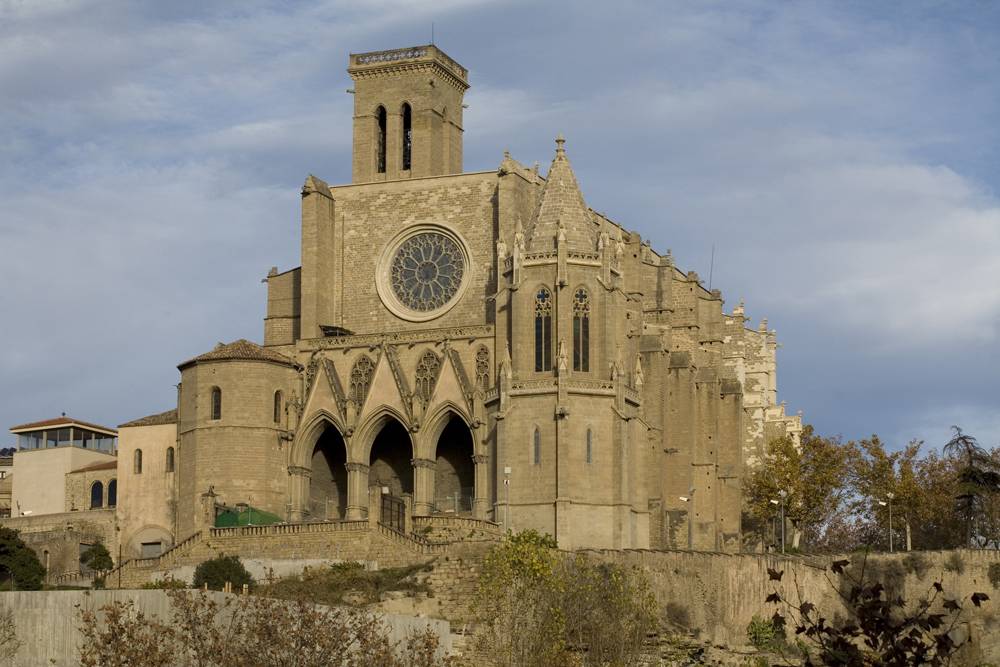
Manresa, Col·legiata Basílica de Santa Maria de Manresa

Catalunya va viure moments de prosperitat i d'importants conquestes entre els segles xii i xv. Les ciutats van créixer i, amb la plenitud, va arribar la febre constructiva. Es van aixecar grans catedrals com la de Girona o monestirs com el de Santa Maria de Pedralbes. Durant l'època gòtica, no tot van ser edificis religiosos. Des del segle xiii fins a pràcticament l'inici del segle xvi es van aixecar equipaments cívics, fàbriques, ponts i equipaments militars. Un dels exemples més emblemàtics que han perdurat fins als nostres dies en són les drassanes de Barcelona. Les aportacions més innovadores de la fase de plenitud de l'arquitectura gòtica catalana van ser les esglésies que no són catedrals però que aspiraven a tenir una envergadura catedralícia. Es tractava d'esglésies de tres naus com Santa Maria de Cervera, Santa Maria de Castelló d'Empúries, la Seu de Manresa i sobretot Santa Maria del Mar, a Barcelona, considerada el paradigma de l'arquitectura gòtica catalana.